# Oktay Yilmaz
Pas d'image ? Cliquez ici

a Compétitions nationales et continentales officielles uniquement.

Dernière mise à jour le 28 avril 2024.
Oktay Yilmaz, né le 31 janvier 1998, est un joueur français de rugby à XV qui évolue au poste de pilier au CS Bourgoin-Jallieu.

## Biographie
Le 27 janvier 2017, Oktay Yilmaz dispute son premier match de Pro D2 avec le CS Bourgoin-Jallieu face au SU Agen, en remplaçant Sylvain Mirande à un quart d'heure du terme. Il joue un second match de Pro D2 avec le CS Bourgoin-Jallieu en mai 2017 contre le RC Vannes, avant la relégation du club en Fédérale 1 à l'issue de la saison.
En fin d'été 2017, Yilmaz dispute le Tournoi des deux hémisphères en Afrique du Sud avec la sélection de la région Rhône-Alpes.
En 2018, Yilmaz rejoint l'équipe espoirs de l'USON Nevers. Après deux saisons avec les espoirs, il dispute son premier match avec l'équipe première le 18 décembre 2020 contre le Rouen NR. Lors de la saison 2021-2022, il double son temps de jeu en Pro D2 par rapport à l'année précédente.
En 2022, Oktay Yilmaz fait son retour au CS Bourgoin-Jallieu en Nationale.